# Тереньгульский район
Тереньгу́льский райо́н — административно-территориальная единица (административный район) и муниципальное образование (муниципальный район) в восточной правобережной части Ульяновской области России.
Административный центр — рабочий посёлок Тереньга.

## География
Граничит с Сенгилеевским, Ульяновским, Майнским и Кузоватовским районами Ульяновской области, с Сызранским и Шигонским районами Самарской области.
В геоморфологическом отношении территория Тереньгульского района расположена в правобережной части области, которая занимает северные и северо-восточные склоны Приволжской возвышенности, являющейся водоразделом рек Волги и Суры. В целом, рельеф представляет собой возвышенную, местами волнисто-бугристую равнину, расчленённую мелкими речками, оврагами и балками на разные по величине водоразделы 2-го и 3-го порядка. Наиболее сложный рельеф южной и юго-восточной части района. На территории района выделено 142 разновидности почв, из них преобладающие чернозёмы — 0,56 % от общей площади.
Площадь района — 1756 км², что составляет 4,7 % всей территории Ульяновской области. Численность населения на 1 января 2018 года составляет 17,423 тысяч человек, 71 % из которых — сельские жители.
Наиболее крупные населённые пункты: р.п. Тереньга — 5008 чел., с. Ясашная Ташла — 2142 чел., с. Солдатская Ташла — 1540 чел., с. Подкуровка — 1164 чел., с. Красноборск — 761 чел., с. Зеленец — 600 чел.

## Герб и флаг
Тереньга в переводе с тюркского означает «балка», «овраг», «впадина», поэтому зелёное поле герба имеет конфигурацию балки и задаёт оригинальную визуальную форму ко Золотое стилизованное солнце, поднимающееся под балкой, в геральдике символ правды, истины, мудрости.
Перекрещивающиеся золотые ветви сосны и дуба — символ лесного хозяйства. В левой вольной части герб Ульяновской области.

## История

### Предыстория
Интенсивное заселение территорий района происходило со второй половины XVII века. «Терень» в переводе с тюркского означает: «балка», «овраг», «впадина»,, а также — «глубокий»; «гуль» — озеро, река. То есть, переводится как «глубокая река» или «глубокое озеро». Экономически выгодное расположение Тереньгульского региона, на торговом пути между Оренбургом и Москвой, а также близкое расположение к Симбирску и Сенгилеевскому уезду, способствовало быстрому его развитию. Посёлок Тереньга очень быстро стал крупным торгово-промышленным центром. В Тереньгульском районе испокон веков проживало преимущественно русское население (а также — чуваши, мордва и татары). Население в основном занималось промыслами, было много бондарей, вальщиков, портных, лесорубов, а также кирпичники, кузнецы, плотники, пильщики, сапожники, столяры, грибники. Вплоть до XIX века Тереньгой владела княгиня Голицына, а после — помещик Скребицкий. Тереньга всегда славилась высоко развитым строительством и суконным производством. Тереньгульская суконная фабрика была основана в 1769 году князьями Голицыными и являлась в то время крупнейшей мануфактурой в России.
С конца XVIII в Тереньгульском районе идет активное строительство, строятся церкви, приходы, училища, арестный дом, почтово-сберегательная касса, народные и земские школы. Вплоть до революции территориями Тереньгульского района владела Екатерина Перси-Френч. После революции в районе была организована земская управа.

### Район
Тереньгульский район был образован в 1928 году на базе Тереньговской (Тереньгульской) волости, бывшего Сенгилеевского уезда и вошел в состав Сызранского округа Средне-Волжской области.
В 1930 году район был упразднён, а территория района была поделена между Сенгилеевским, Новодевиченским и Кузоватовским районами, в 1935 году район восстановлен.
25 января 1935 года, по постановлению Президиума ВЦИК РСФСР, в связи с изменениями в районировании Средне-Волжского края (Куйбышевской области), были установлены границы Тереньгульского района, которые существуют по сей день. В состав района входили 24 сельских Совета.
С 1936 года в составе Куйбышевской области.
С 19 января 1943 года в составе новообразованной Ульяновской области.
Сегодня Тереньгульский район — это крупный промышленный район Ульяновской области, на территории которого расположены крупнейшие предприятия деревообрабатывающей промышленности и молочного производства Ульяновской области. Главой муниципального образования «Тереньгульский район» является Владимир Михайлович Дергунов.

## Население
| 1939    | 1989    | 2002    | 2009    | 2010    | 2011    | 2012    | 2013    | 2014    |
| ------- | ------- | ------- | ------- | ------- | ------- | ------- | ------- | ------- |
| 40 897  | ↘22 551 | ↘20 617 | ↘19 140 | ↘18 761 | ↘18 698 | ↘18 476 | ↘18 268 | ↘18 051 |
| 2015    | 2016    | 2017    | 2018    | 2019    | 2020    | 2021    | 2024    | 2025    |
| ↘17 911 | ↘17 766 | ↘17 669 | ↘17 423 | ↘16 989 | ↘16 738 | ↘15 884 | ↘15 507 | ↘15 168 |

### Урбанизация
В городских условиях (посёлок городского типа Тереньга) проживают 34,19 % населения района.

### Национальный состав
Среди жителей района по переписи населения 2010 года: Русские — 13 709 (75 %), чуваши — 1 819 (9,9 %), мордва — 1 197 (6,5 %), татары — 757 (4,1 %). Из 44 сельских населённых пунктов, в восьми численно преобладает мордва, в шести — чуваши.

## Административное деление
Тереньгульский административный район в рамках административно-территориального устройства области делится на 1 поселковый округ и 5 сельских округов.
Одноимённый муниципальный район в рамках организации местного самоуправления (муниципального устройства) включает 6 муниципальных образований, в том числе 1 городское поселение и 5 сельских поселений.
Поселковые округа соответствуют городским поселениям, сельские округа — сельским поселениям.
| № | Муниципальное образование           | Админ. центр             | Количество населённых пунктов | Население (чел.) | Площадь (км²) |
| - | ----------------------------------- | ------------------------ | ----------------------------- | ---------------- | ------------- |
| 1 | Тереньгульское городское поселение  | рабочий посёлок Тереньга | 11                            | ↗7364            | 449,80        |
| 2 | Белогорское сельское поселение      | село Белогорское         | 5                             | ↘1305            | 318,26        |
| 3 | Красноборское сельское поселение    | село Красноборск         | 8                             | ↘1242            | 308,40        |
| 4 | Михайловское сельское поселение     | село Михайловка          | 5                             | ↘1208            | 155,92        |
| 5 | Подкуровское сельское поселение     | село Подкуровка          | 9                             | ↘2878            | 267,28        |
| 6 | Ясашноташлинское сельское поселение | село Ясашная Ташла       | 6                             | ↘1887            | 256,59        |

## Населённые пункты
В районе находятся 44 населённых пункта, в том числе рабочий посёлок:
| №  | Населённый пункт | Тип             | Население | Муниципальное образование           |
| -- | ---------------- | --------------- | --------- | ----------------------------------- |
| 1  | Тереньга         | рабочий посёлок | ↗5186     | Тереньгульское городское поселение  |
| 2  | Алёшкино         | село            | 95        | Белогорское сельское поселение      |
| 3  | Андреевка        | деревня         | 12        | Красноборское сельское поселение    |
| 4  | Байдулино        | село            | ↘551      | Тереньгульское городское поселение  |
| 5  | Белогорское      | село            | 394       | Белогорское сельское поселение      |
| 6  | Большая Борла    | село            | 404       | Белогорское сельское поселение      |
| 7  | Гавриловка       | село            | 488       | Михайловское сельское поселение     |
| 8  | Гладчиха         | село            | 309       | Тереньгульское городское поселение  |
| 9  | Гремячий Ключ    | посёлок         | 3         | Тереньгульское городское поселение  |
| 10 | Елшанка          | село            | 429       | Михайловское сельское поселение     |
| 11 | Ерёмкино         | село            | 82        | Белогорское сельское поселение      |
| 12 | Зеленец          | село            | 712       | Красноборское сельское поселение    |
| 13 | Калининский      | посёлок         | 0         | Тереньгульское городское поселение  |
| 14 | Калиновка        | село            | 180       | Михайловское сельское поселение     |
| 15 | Конный Обоз      | посёлок         | 21        | Ясашноташлинское сельское поселение |
| 16 | Коровинка        | деревня         | 27        | Подкуровское сельское поселение     |
| 17 | Красноборск      | село            | 852       | Красноборское сельское поселение    |
| 18 | Леоновский       | посёлок         | 22        | Подкуровское сельское поселение     |
| 19 | Лесные Поляны    | посёлок         | 2         | Красноборское сельское поселение    |
| 20 | Лысогорский      | посёлок         | 15        | Подкуровское сельское поселение     |
| 21 | Михайловка       | село            | 413       | Михайловское сельское поселение     |
| 22 | Молвино          | село            | 171       | Тереньгульское городское поселение  |
| 23 | Молвино          | станция         | 244       | Тереньгульское городское поселение  |
| 24 | Мочилки          | посёлок         | 381       | Ясашноташлинское сельское поселение |
| 25 | Назайкино        | село            | 139       | Тереньгульское городское поселение  |
| 26 | Новая Ерыкла     | село            | 0         | Красноборское сельское поселение    |
| 27 | Подкуровка       | село            | 1167      | Подкуровское сельское поселение     |
| 28 | Риновка          | село            | 5         | Ясашноташлинское сельское поселение |
| 29 | Риновский        | хутор           | 50        | Ясашноташлинское сельское поселение |
| 30 | Родничок         | посёлок         | 18        | Подкуровское сельское поселение     |
| 31 | Светлое Озеро    | посёлок         | 0         | Красноборское сельское поселение    |
| 32 | Синие Воды       | посёлок         | 0         | Подкуровское сельское поселение     |
| 33 | Скрипино         | деревня         | 63        | Михайловское сельское поселение     |
| 34 | Скугареевка      | село            | 449       | Подкуровское сельское поселение     |
| 35 | Снежинки         | посёлок         | 0         | Красноборское сельское поселение    |
| 36 | Солдатская Ташла | село            | 1571      | Подкуровское сельское поселение     |
| 37 | Сосновка         | село            | 668       | Белогорское сельское поселение      |
| 38 | Старая Ерыкла    | село            | 41        | Красноборское сельское поселение    |
| 39 | Суровка          | село            | 113       | Подкуровское сельское поселение     |
| 40 | Ташла            | разъезд         | 0         | Ясашноташлинское сельское поселение |
| 41 | Тумкино          | село            | 726       | Тереньгульское городское поселение  |
| 42 | Федькино         | село            | 358       | Тереньгульское городское поселение  |
| 43 | Языково          | село            | 16        | Тереньгульское городское поселение  |
| 44 | Ясашная Ташла    | село            | ↘2240     | Ясашноташлинское сельское поселение |

## Промышленность
Промышленность района представлена девятью средними и крупными предприятиями деревоперерабатывающей и пищевой отрасли. Сельское хозяйство: молочное, молочно-мясное животноводство и производство зерна.
На территории района находится уникальное Ташлинское месторождение кварцевого песка с содержанием кварца до 99,5 %, которое не имеет себе равных в России. Кварцевые пески этого месторождения используются для изготовления высококачественного стекла, кинескопов, телевизоров, оптических линз, хрусталя. В районе добывают писчий мел. На территории района имеется 10 месторождений торфа общей площадью 138 га, запасы торфа 234,0 тыс. тонн. Тереньгульский район богат лесными ресурсами. Общая площадь земель лесного фонда 495,52 кв. километров, или 28 % всей территории муниципального образования.
В районе издается газета «Тереньгульские вести».

## Полезные ископаемые
Песок кварцевый, глина для кирпичного производства, мел, лес, щебёнка, экологически чистая вода. Особую ценность для района представляют месторождения кварцевых песков. На территории района располагаются крупнейшие в мире месторождений мела — Солдатская Ташла и Ясашная Ташла. Имеется 10 месторождений торфа общей площадью 138 га, запасы торфа 234,0 тыс.т.

## Лесные ресурсы
Общая площадь земель лесного фонда — 495,52 км², или 28 % всей территории муниципального образования.
На территории Тереньгульского лесхоза сосредоточено 8434,9 тыс. м³ стволовой древесины.
Основные лесообразующие породы:
- хвойные — 22,5 тыс. га (48,5 %)
- твердолиственные 5,3 тыс. га (11,8 %)
- мягколиственные 18,4 тыс. га (39,7 %)

## Структура земель
Общая площадь — 1756,3 км², в том числе:
- земли лесного фонда — 495,52 км²
- земли промышленного назначения — 42,89 км²
- земли поселений — 52,96 км²
- земли сельскохозяйственного назначения — 1164,9 км²

## Ведущие предприятия
- маслодельный завод
- предприятие «Народный хлеб»
- предприятие «Ульяновское» ФСИН России
- предприятие «РОС-Бекон»
- зерновая компания «Поволжье»
- горно-обогатительный комбинат
- автотранспортное предприятие

## Инфраструктура
- историко-краеведческий музей. Открыт 1 января 1997 года[28]

## Люди, связанные с районом
- Екатерина М. Перси-Френч, урождённая Киндякова, дворянка Симбирская губернии. Вплоть до революции 1917 года она владела обширными территориями Тереньгульского района. Вышла замуж за ирландского аристократа из древнего норманнского рода. В самом начале Первой мировой войны, в августе 1914 г. Екатерина Перси-Френч возглавила Симбирский Красный Крест… В августе 1918 г. была арестована чекистами и доставлена в Москву, — однако, освобождена по личному распоряжению Петерса… Из красной Москвы Екатерина выехала в Харбин. Позднее перебралась в Ирландию. Похоронена в ирландском замке Мондиуэй. На каменном надгробии начертано: «Последняя из рода Перси-Френч».
- Житель села Солдатская Ташла, Тереньгульского района В. С. Дубровин составил уникальный словарь языка арго, который получил высокую оценку В. В. Виноградова и С. И. Ожегова.
- В селе Федькино родился герой Советского Союза Вадим Фадеев
- Дунаев, Андрей Фёдорович
- Смолин, Григорий Борисович
- Пашинов, Николай Васильевич

## Достопримечательности
- Тереньга (усадьба)
- Покровская церковь (Старая Ерыкла)

### Памятник природы
- Скрипинские Кучуры — ландшафтный памятник природы у д. Скрипино в Теренгульском районе Ульяновской области. Представляет собой гряду каменистых холмов, поросших сосновым лесом[29].
- Природа Тереньгульского района[30]